# Balcanii Eurasiatici
Balcanii Eurasiatici sau Balcanii Mondiali reprezintă o sintagmă folosită de către geostrategul american Zbigniew Brzeziński, pentru a identifica arealul geopolitic format de state din Caucaz precum Georgia, Armenia și Azerbaidjan și Asia Centrală precumm Kazahstan, Turkmenistan, Uzbekistan, Kirghistan, Tadjikistan, și Afganistan. Cu excepția Afganistanului, care reprezintă un coridor strategic dintre Asia Centrală, depozitară a unor imense resurse energetice și India (respectiv Oceanul Indian), toate celelalte sunt state post-sovietice.

## Delimitare

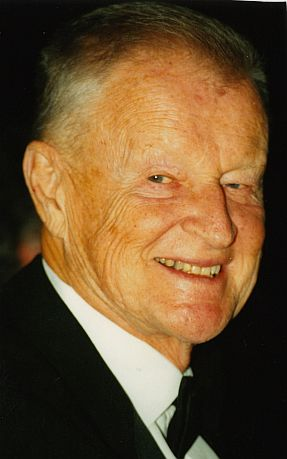
Zbigniew Brzeziński, aici la un an după publicarea cărții sale în care a ilustrat conceptul..

Conceptul, pus în circulație de către Zbigniew Brzeziński în 1997 în cartea sa Marea tablă de șah. Supremația americană și imperativele sale geostrategice.⁠(en)[traduceți], are la bază o analogie cu Regiunea Balcanică, ce era considerată în epoca marilor imperii „butoiul cu pulbere al Europei”. În baza acestei analogii, astfel cum teritoriul balcanic punea cândva probleme marilor puteri, actualmente statele caucaziene și central-asiatice pun aproximativ aceleași probleme pentru puterile prezente în regiune, cu precădere pentru Rusia, Turcia și Uniunea Europeană, putând în același timp constitui un cap de pod pentru proiectul Statelor Unite de combatere a Rusiei și de dominare a Eurasiei în parteneriat cu China.
Din punctul de vedere al lui Brzeziński, eterogenitatea regiunii (mai mare, mai populată și în același timp mai eterogenă etnic și religios), instabilitatea politică ce invită vecinii mai puternici să devină intruzivi, poziționarea sa la intersecția mai multor sfere de influență, care, oferă regiunii un rol de pivot geopolitic cheie pentru marile puteri ale epocii, precum și faptul că statele care sunt vecine au interese divergente și astfel sunt hotărâte de se opună reciproc constituie caracteristici care aseamănă zona cu cea balcanică.

Există însă caracteristici care diferențiază regiunea de Balcani, precum o mare concentrare de resurse naturale. Opinia lui Brzeziński despre caracteristicile și delimitarea regiunii nu este însă dealtfel una care să fie unanim acceptată, deoarece spre diferență de regiunea balcanică (una dintre cele mai heterogene zone), structura religioasă a regiunii este d fapt mai omogenă, predominând religia musulmană, cu rol unificator și de consolidare. Mai mult, diversele grupuri religioase sunt în general incluse în granițele statelor existente, iar grupările etnice sunt și ele diferențiate în interiorul propriilor țări. Factorul care contează, în materie de tensiune este în primul rând cel etnic, dar acesta nu este evident decât în unele areale din Armenia și Azerbaidjan (Nagorno-Karabah), Georgia și Federația Rusă (Daghestan). Există, de asemenea, opinia că în cadrul zonei ar trebui incluse și Iranul împreună cu Turcia, iar denumirea să fie aceea de Balcanii Asiatici, pentru a sublinia caracterul distinct față de fenomenele existente în Peninsula Balcanică. De asemenea, interpretarea geopoliticianului american este parte a modalităților eurocentrice de a formula perspective asupra regiunii.

## Caracteristici
Granițele statelor din areal seamănă cu acelea ale unui puzzle uriaș, motivul fiind decizia conducătorilor sovietici din anii 1920-1930, luată cu contribuția cartografilor proprii, de a crea mai multe republici, acestea fiind mai ușor controlabile. Considerentele respective au primat atât în Caucaz, cât și în contra apariției unei singure republici, în rest (în Turkistan). Arealul, astfel, este expus intervențiilor marilor puteri și în spațiul respectiv nu există o putere dominantă. Dintre statele actual existente Kazahstanul reprezintă un scut împotriva influenței ruse, Uzbekistanul (care nu este lipsit de conflicte etnice) aspiră la pierderea caracterului de colonie și de câștigare a pozției de continuator al Imperiului Timurid, Kîrgîzstanul („Elveția Asiei”) depinde de gradul în care Kazahstanul își conservă independența, iar Tadjikistanul (deși mai omogen etnic) suferă de numeroase conflicte intertribale (motiv de menținere a unei implicări militare ruse). Afganistanul, la rândul său este un spațiu măcinate de un război de gherilă.
Profilul regiunii are caracteristici comune statelor din zonă (cum ar fi caracterul de state post-sovietice), un profil similar de aprovizionare cu resurse energetice și caracterul de locație geografică favorabilă pentru transport (Turcia, Armenia, Georgia, Azerbaidjan și Afganistan).
Această parte non-rusă meridională a fostei Uniuni Sovietice reprezintă un spațiu geopolitic volatil, deoarece aici există un vid de putere. Entitățile politice existente în zonă  sunt instabile și resursele naturale existente aici sunt un factor de atracție pentru vecini mai puternici, fiecare dintre aceștia fiind determinat să se opună dominației regiunii de către alții. Arealul, astfel, este expus intervențiilor marilor puteri și în spațiul respectiv nu există o putere dominantă, intrând însă în contact interese în primul rând ale Rusiei, Turciei, Iranului și Statelor Unite și în mai mică măsură, ale Chinei. Dispunând de capacitățile sale militare și economice, Turcia se consideră drept lider al comunității vorbitoare de limbă turcică aflate în zonă, în timp ce Rusia consideră că are interes în tot ce privește spațiul geografic aflat în discuție. China consideră zona una tampon între ea și Rusia și se asigură că în areal nu există un model atrăgător pentru minoritățile etnice aflate din zona Xinjiang. La rândul lor, Iranul are atenția orientată spre Azerbaidjan și Afganistan, în timp ce Pakistanul are interes să stopeze influența Iranului în Afganistan, iar India preferă influenței Pakistanului, pe cea a Rusiei și Iranului. Dată fiind creșterea spectaculoasă a Chinei, există totuși opinia că aceasta ar putea fi singura putere candidată la dominația regiunii, în viitor, în timp ce interesul Statelor Unite este ca nici una dintre puteri să nu domine zona. Ca rampă de lansare a SUA, este folosită Turcia, un factor limitativ pentru creșterea prezenței SUA în areal fiind relația rece a Americii cu Iranul.
Conform lui Brzeziński, spațiul aflat în cauză se află inclus în „zona centrală de instabilitate globală”, aici aflându-se „cea mai mare cantitate de resurse de gaz natural și petrol [...] 68% din rezervele de petrol ale planetei și 41% din cele de gaz natural”. Este de remarcat că, zona face parte din macrospațiul de compresie al Afro-Eurasiei dintre blocurile maritim și continental și dintre Est și Vest, în acest macrospațiu (nou pivot global, conform geopoliticianului francez Xavier Martin) care se întinde de la Cornul Africii și Orientul Mijlociu la Regiunea Mării Negre și Balcanii Eurasiatici, aflându-se principala falie strategică a masei continentale afro-eurasiatice.

## Struturi politice și de securitate
Ca urmare a influenței Rusiei și Chinei, au apărut și s-au răspândit în arealul Asiei Centrale regimuri autoritare, aceasta fiind, în general, norma regiunii.
Există un eșec al procesului de integrare regională cu cauze multiple, printre care se află fie culte ale personalităților, fie regimul patrimonial al securității regionale, ori rivalitățile locale în ce privește conducerea regională. Din această perspectivă, este de notat și problema organizațiilor regionale care activează în zonă (precum Comunitatea Statelor Independente Uniunea Economică Euroasiatică și Organizația de Cooperare de la Shanghai), deoarece realizarea lor s-a făcut prin acțiunea factorilor externi precum Rusia sau China.
Rușii consideră acest spațiu, care a aparținut propriului lor imperiu drept unul în care au interese autodefinite de către aceștia drept legitime și în același timp unul care este subiect al dorinței de recucerire. Astfel din motive de profunzime strategică și de protecția vulnerabilității flancurilor, spațiul este considerat a fi în vecinătatea apropiată a Rusiei, Federația considerând că în regiune trebuie să prevaleze cel puțin neutralitatea, dacă nu atitudini geopolitice favorabile Rusiei. În tentativa de a preveni anarhia și un haosul contagioase pentru sine, cu origine în regiune, Federația Rusă a promovat cooperarea pe plan regional prin intermediul Organizației Tratatului de Securitate Colectivă și a Uniunii Economice Eurasiatice.